# Synasellus barcelensis
Synasellus barcelensis là một loài chân đều trong họ Asellidae. Loài này được Noodt & Galhano miêu tả khoa học năm 1969.